# Le Grand-Madieu
Le Grand-Madieu là một xã ở tỉnh Charente phía tây nước Pháp. Xã này có diện tích 8,4 km², dân số năm 1999 là 149 người. Khu vực này có độ cao trung bình 169 mét trên mực nước biển.

## Dân số
| 1962 | 1968 | 1975 | 1982 | 1990 | 1999 |
| ---- | ---- | ---- | ---- | ---- | ---- |
| 160  | 205  | 208  | 188  | 170  | 149  |